# Wichers

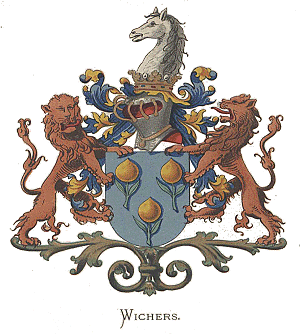
Het familiewapen van Wichers

Wichers (ook: van Aldringa Wichers, van Buttingha Wichers, Eyssonius Wichers, Lamoraal Wichers, Lunsingh Wichers en: Ruardi Wichers) is een uit Groningen afkomstig geslacht waarvan takken sinds 1817 behoren tot de Nederlandse adel.

## Geschiedenis
De stamreeks begint met Rotger Sickens die vanaf 1601 te Groningen vermeld wordt en in 1631 overleed. Nageslacht van hem vervulde bestuursfuncties in zowel de stad Groningen als op landelijk niveau. Hendrik Ludolf Wichers (1747-1840), werd in 1811 door Napoleon I in de Franse adelstand verheven tot baron de l'empire; bij Koninklijk Besluit van 27 december 1817 werden hij en een zeer verre verwant verheven in de Nederlandse adel en verkregen zij en hun nageslacht het predicaat van jonkheer voor hen en al hun wettige afstammelingen.
Andere verwanten zouden nog tot 1938 worden verheven in de Nederlandse adel.
De familie werd in de 20e jaargang van het Nederland's Patriciaat opgenomen.

## Wapen
Het wapen van het geslacht Wichers bestaat uit in blauw drie gouden oranjeappelen met groene steel en twee bladeren. Het helmteken is een paardenkop met hals van natuurlijke kleur, het dekkleed is blauw gevoerd van goud en de schildhouders zijn twee leeuwen van natuurlijke kleur, rood getongd, de rechter aanziend. Het geheel staande op een groene arabesk.

## Enkele telgen
Wicher Rotgersz (1584-1648), poorter van Groningen in 1612, lakenkoper
- Dr. Johannes Rotgersz., later Wichers (1616-1667), secretaris van de Provinciale Rekenkamer, burgemeester van Groningen
  - Dr. Ludolf Wichers (1647-1691), secretaris van de Provinciale Rekenkamer
    - Jan Hendrik Wicher (1675-1733), majoor, commandant van de Nieuwe Schans
      - Mr. Arend Ludolf Wichers (1709-1760), lid van de Provinciale Rekenkamer, lid van de Staten-Generaal, burgemeester van Groningen
        - Barbara Wichers (1743-1777); trouwde in 1771 met dr. Jan Hendrik Stolte (1737-1795), burgemeester van Zwolle
        - Jhr. Hendrik Ludolf Wichers (1747-1840), staatsraad, landdrost, prefect van het departement van de Westereems, lid van de Raad van State
        - Jan Hendrik Wichers (1754-1838), luitenant in Statendienst
          - Willem Jacob Meurs Wichers (1786-1861), belastinginspecteur, lid Provincaile Staten van Groningen
            - Arendina Wichers (1817-1912); trouwde in 1842 met mr. Johan Herman Geertsema (1816-1908), minister, lid Eerste en tweede Kamer, Commissaris des Konings / der Koningin
            - Beerta Wichers (1819-1906); trouwde in 1853 met mr. Hendrik Guichart Abresch (1812-1882), burgemeester

          - Mr. Arend Ludolf Wichers (1790-1845), secretaris van de Curatoren van de Universiteit van Groningen
            - Mr. Antonie Frederik Wichers (1817-1861), advocaat en procureur
              - Hendrik Arend Ludolf Wichers (1851-1911), luitenant-kolonel
                - Hendrik Arend Ludolf Wichers (1893-1968), kunstenaar
                - Jenny Cornelia Henriette Wichers (1895-1969), beeldhouwster
- Gesina Wichers (1618-1671); trouwde in 1651 mer mr. Scato Gockinga (1624-1683), lid van de Staten-Generaal, lid van de Raad van State, lid van Gedeputeerde Staten van Groningen
- Abraham Rotgers, later Wichers (1620-1656), secretaris van de stad Groningen, gecommitterde ter admiraliteit te Harlingen
  - Wicher Wichers (1651-1715), lid van de Staten-Generaal, burgemeester van Groningen
    - Johan Wichers (1681-1729), rentmeester en raadsheer van Groningen, lid van de Raad van State
      - Louis Wichers (1710-1776), secretaris en raadsheer van Groningen
        - Mr. Hillebrand Jacob Wichers (1738-1813), kwartierdrost; trouwde in 1769 met Catharina Helena Costerus (1735-1780), dochter van Helena Eyssonius
          - Louis Wichers (1770-1831), bewaarder van het zegel
            - Mr. dr. Rudolph Helprich Eyssonius Wichers (1800-1870), advocaat-geraal en procureur-generaal van het provinciaal Gerechtshof
              - Edzard Willem Laman Eyssonius Wichers (1837-1875), burgemeester

            - Jan Jacob Wichers (1813-1877), vice-admiraal
              - Anna Maria Wichers (1856-1923); trouwde in 1884 met Gerard Doorman (1838-1914), schout-bij-nacht

          - Albert Willem Wichers (1773-1809), belastingontvanger
            - Hillebrand Jacob Wichers (1797-1862), rijksontvanger
              - Mr. Johan Victor Christiaan Wichers (1828-1881), lid van Provinciela Staten van Groningen
                - Anna Sophia Wichers (1857-1927); trouwde in 1880 met Tjalling Petrus Tresling (1844-1906), burgemeester
                - Hillebrand Jacob Wichers (1859-1920), burgemeester van Delfzijl, Winschoten en Dordrecht

              - Henriette Dorothea Wichers (1832-1924); trouwde in 1858 met mr. Johannes Jacobus Bleeker (1832-1868), burgemeester

        - Elisabeth Sophia Wichers (1737-1823); trouwde prof. dr. Theodoor Lubbers (1731-1804), hoogleraar theologie te Groningen

      - Wicher Wichers (1719-1798), rentmeester der vaste goederen van de Provincie van Stad en Lande
        - Mr. Jan Gerhard Wichers (1745-1808), gouverneur van Suriname
        - Johan Wichers (1748-1822), onder andere onderkoopman Vereenigde Oostindische Compagnie
          - Mr. Wicher Wichers (1783-1847), rijksbelastingontvanger
            - Willem Frederik Lamoraal Wichers (1812-1894), rijksbelastingontvanger
              - Beerta Johanna Lamoraal Wichers (1850-1917); trouwde in 1876 met Willem Lotsy (1852-1898), burgemeester

        - Beerta Johanna Wichers (1751-1828); trouwde in 1785 met mr. Willem Frederik van Schratenbach baron Rengers (1758-1831), lid van de Groningse gemeenteraad en president van de Ridderschap der Provincie Groningen

      - Mr. Johan Wichers (1720-1785), hoofdman der Hoge Justitiekamer
        - Mr. Johan Wichers (1749-1816), raad van justitie van het kasteel van Batavia
          - Mr. Antonius Wichers (1783-1850), ontvanger van de stad Groningen
            - Johanna Elisabeth Wichers (1810-1897); trouwde in 1832 met haar volle neef Jan Hoeth (1790-1874), ontvanger van het recht van waarborg van de gouden en zilveren werken in de provincies Groningen en Drenthe, zoon van mr. Albert Willem Hoeth (1758-1827), stamouders van de tak Wichers Hoeth
            - Helena Florentina Wichers (1812-1901); trouwde in 1835 met mr. Albert Egges Stheeman (1807-1854), burgemeester

          - Aleida Sibilla Sara Wichers (1786-1845); trouwde in 1805 met jhr. mr. Willem Jan Quintus (1778-1839), lid Provinciale Staten van Groningen, lid Tweede Kamer

        - Mr. Cornelis Wichers (1750-1812), hoofdman der Hoge Justitiekamer, rechtbankpresident
          - Mr. Berend Wichers (1790-1876), politicus en Thorbeckiaans Tweede Kamerlid
            - Mr. Cornelis Bernard Wichers (1824-1868), arrondissementsrechtbankpresident
              - Arend Ludolf Wichers (1858-1914), burgemeester van Woubrugge en Oudewater

        - Elisabeth Sophia Wichers (1755-1797); trouwde in 1781 met mr. Albert Willem Hoeth (1758-1827), lid Uitvoerend Bewind

    - Elisabeth Wichers (1684-1751); trouwde in 1713 met Leonard de Veencamp (1678-1831), burgemeester van Groningen

### Andere telgen
- Hendrik Ludolf Wichers (1800–1853), minister van justitie en lid Raad van State
- Hendrikus Octavius Wichers (1831-1889), politicus en minister
- Jan Jacob Wichers (1894-1983), kapitein-luitenant ter zee b.d.; mede-uitvinder van de snorkel
- Johan Wichers (1740-1818), burgemeester van Groningen
- Johannes Wichers (1616-1667), burgemeester van Groningen
- Margaretha Wichers (1874-1951), weldoenster in Alkmaar
- Wicher Wichers (1622-1715), burgemeester van Groningen

## Wapens

Geslachten die opgenomen zijn in het sinds 1910 verschijnende genealogische naslagwerk Nederland's Patriciaat. Lijst volgens opgave van het CBG Centrum voor familiegeschiedenis.
A · B · C · D · E · F · G · H · I · J · K · L · M · N · O · P · Q · R · S · T · U · V · W · Y · Z